# 唐迭戈洛佩斯德阿羅大街

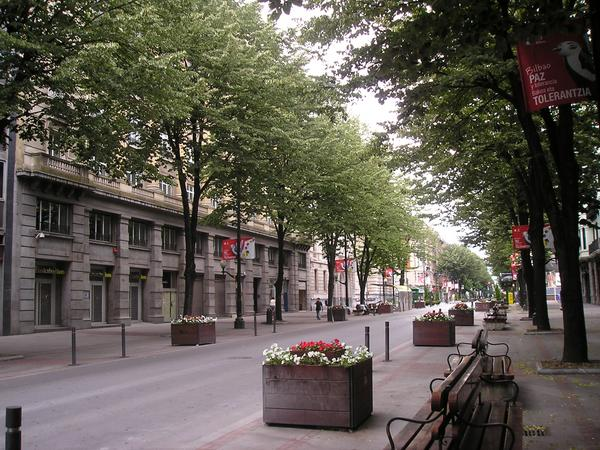
在环形广场和莫尤阿廣場之間的大道

唐迭戈洛佩斯德阿羅大街（西班牙語：Gran Vía de Don Diego López de Haro）是西班牙巴斯克自治區毕尔巴鄂主要的街道。

## 历史
這條街是以比斯開政權時期城市創建者Diego López V de Haro的名字命名的。開設這條道路的構想起源於1876年，建築師 Alzola、Achúcarro和Hoffmeyer规划将毕尔巴鄂擴展到原来的独立市镇阿萬多。

## 特色
這條街道寬50公尺、長1.5公里。街道起於环形广场（Plaza Circular）延伸至耶稣圣心广场（Plaza del Sagrado Corazón de Jesús)， 有西班牙外换银行大厦（BBVA building）矗立在側，而在街道中段是莫尤阿廣場（Plaza Moyua），廣場大小約500公尺*800公尺。 耶穌聖心雕像(The statue of the Sacred Heart)從贝戈尼亚圣殿（Basilica de Begoña）排列約3公里遠一直至格蘭大道，形成了像巴黎历史轴 (凱旋之道)充滿歷史與紀念性的道路。

## 经济
這條街道是毕尔巴鄂最重要的金融區和購物區。西班牙外換銀行（BBVA）和巴林和科威特銀行都把總公司設在這裡，而英格列斯百貨也在這裡有兩棟建築。唐迭戈洛佩斯德阿羅大街的房地產價格是西班牙最贵的。

## 重要建築
- Torre Banco de Vizcaya
- 英格列斯百貨
- 桑坦德銀行
- 西班牙銀行
- 西班牙外換銀行
- Mango(品牌名)
- 大街20號英格列斯百貨
- 巴林和科威特銀行古蹟
- 大街26號建築
- 比斯开省议会宫
- 毕尔巴鄂比斯开储蓄银行建築
- 辦公室格拉納達(Oficinas Granada)

第二部分
- 奥罗拉大厦
- 巧法利宮
- 索塔大厦
- Calle Iparraguirre
- Edificio en la confluencia con la calle Máximo Aguirre
- 大街55號建築
- Parque Casilda Iturrizar公園旁的莱扎马-雷吉萨蒙大楼（Casa Lezama-Leguizamon）
- Edificio Chávarri，62号
- 大街 64號建築